# Otto Schellknecht
Otto Schellknecht (* 30. Oktober 1888 in Weißenfels; † 4. März 1966 in Goslar) war ein deutscher Politiker (Wirtschaftspartei).

## Leben
Otto Schellknecht wurde als dritter Sohn des Werkmeisters Friedrich Schellknecht geboren. Er besuchte von 1894 bis 1902 die Schulen in Langendorf und Obergreißlau, arbeitete anschließend in der Schuhbranche und war von 1907 bis 1924 als Buchhändler tätig. 1911 zog er nach Goslar, wo er die Bahnhofsbuchhandlung führte. Am 1. November 1924 machte er sich mit einem Zigarrenspezialgeschäft mit angeschlossener Weinhandlung selbständig. Er war Mitglied des Deutschen Handels- und Industrieangestellten-Verbandes (DHV) und von 1922 bis 1933 Erster Vorsitzender des Haus- und Grundbesitzervereins Goslar sowie Vorsitzender des Harzverbandes. 1933 zog er nach Halberstadt, wo er in den folgenden Jahren sein Geschäft fortführte.
Während der Zeit der Weimarer Republik trat Schellknecht in die Reichspartei des Deutschen Mittelstandes (Wirtschaftspartei) ein. 1924 wurde er Bürgervorsteher und später Senator der Stadt Goslar, 1925 Mitglied des Bezirksausschusses Hildesheim. Ab Ostern 1926 war er Mitglied des Provinziallandtages der Provinz Hannover, ab dem 14. März 1928 erneut als Nachrücker. Im Mai 1928 wurde er als Abgeordneter in den Preußischen Landtag gewählt, dem er bis 1932 angehörte. Im Parlament vertrat er den Wahlkreis 16 (Süd-Hannover). Ab 1928 beteiligte sich Schellknecht in mehreren Prozessen gegen die Provinzialverwaltung Hannover und gab zusammen mit Landesbaurat Paul Steinke die Broschüre Mißwirtschaft mit öffentlichen Geldern bei der Provinzialverwaltung 1925–1929 heraus.
Schellknecht wurde 1945 in Halberstadt von den Sowjets verhaftet und für drei Jahre im Speziallager Nr. 1 Mühlberg interniert. Nach seiner Entlassung kehrte er als Heimatvertriebener nach Goslar zurück, wo er 1950 den Zentralverband der Fliegergeschädigten, Evakuierten und Währungsgeschädigten gründete. 1954 gründete er den Gesamtverband der Sowjetzonenflüchtlinge und 1957 die Vereinigung der Opfer des Stalinismus. Außerdem war er Kreisbeauftragter des antikommunistischen Volksbundes für Frieden und Freiheit.